# Batalha de Tênedos (85 a.C.)
Batalha de Tênedos foi uma batalha naval travada entre a frota romana, liderada por Lúcio Licínio Lúculo com a ajuda do almirante rodense Damágoras, e a pôntica, comandada pelo general Neoptolemo, em 86 a.C. no contexto da Primeira Guerra Mitridática. Os romanos foram os vencedores.